# Нойкирхен-ан-дер-Энкнах
Нойкирхен-ан-дер-Энкнах (нем. Neukirchen an der Enknach) — коммуна (нем. Gemeinde) в Австрии, в федеральной земле Верхняя Австрия.
Входит в состав округа Браунау-на-Инне.  Площадь общины составляет 33,26 км², население — 2278 человек (1 января 2021), плотность населения — 69 чел./км². Официальный код  —  40427.

## Политическая ситуация
Бургомистр коммуны —  (АНП) по результатам выборов 2003 года.
Совет представителей коммуны (нем. Gemeinderat) состоит из 25 мест.
- АНП занимает 13 мест.
- СДПА занимает 8 мест.
- АПС занимает 4 места.